# Geraldo Prado
Geraldo Luiz Mascarenhas Prado (Rio de Janeiro, 1960), conhecido também como Geraldo Prado, é um jurista, advogado, professor universitário e desembargador aposentado brasileiro, ex-professor associado de direito processual penal da Universidade Federal do Rio de Janeiro (UFRJ).
Tendo atuado ao longo de sua carreira como juiz, promotor de justiça e advogado, é considerado um dos maiores especialistas em processo penal do Brasil. É autor de dezenas de obras jurídicas e recebeu inúmeras condecorações, entre elas o Colar do Mérito Judiciário do Tribunal de Justiça do Estado do Rio de Janeiro (TJRJ) em 2007, e a Medalha EMERJ da Escola da Magistratura do Estado do Rio de Janeiro em 2008.
Desde junho de 2013 é membro do Centro de Investigação em Direito Penal e Ciências Criminais da Universidade de Lisboa (CIDPCC). De 2016 em diante veio a integrar o Ratio Legis - Centro de Investigação e Desenvolvimento em Ciências Jurídicas, da Universidade Autónoma de Lisboa. Em 2021 passou a ser Investigador Integrado do Ratio Legis no projeto Corpus Delicti - Estudos de Criminalidade Organizada Transnacional. É também colaborador permanente da Revista Portuguesa de Ciência Criminal (RPCC).

## Carreira
Geraldo Prado graduou-se em Direito pela Universidade do Estado do Rio de Janeiro (UERJ) em 1983 e dois anos depois, em 1985, ingressou no Ministério Público do Estado do Rio de Janeiro onde atuou como Promotor de Justiça até 1988.
Em 1988 iniciou sua atuação na magistratura no Tribunal de Justiça do Estado do Rio de Janeiro (TJRJ). Em 2006 toma posse como Desembargador no Tribunal, cargo que ocupou até 9 de abril de 2012, quando se aposenta voluntariamente como Desembargador Titular da 5ª Câmara Criminal.
Concluiu o curso de Mestrado em Direito em 1998, pela Universidade Gama Filho defendendo dissertação sobre Sistema Acusatório: a conformidade constitucional das leis processuais penais, e em 2003 obteve seu diploma de Doutorado na mesma instituição, com tese sobre Elementos para uma análise crítica da Transação Penal no direito brasileiro.
Em 2004 iniciou sua atuação como professor da Universidade Federal do Rio de Janeiro (UFRJ). Foi professor associado na graduação da Faculdade Nacional de Direito e, a partir de 2015, atuou também como professor do Programa de Pós-Graduação em Direito (PPGD) até setembro de 2020, quando anunciou seu desligamento da instituição. Na UFRJ criou e coordena o Grupo de Pesquisa sobre As Matrizes Autoritárias do Processo Penal Brasileiro.
E em 2010 concluiu estudos Pós-Doutorais em História das Ideias e Cultura Jurídicas pela Universidade de Coimbra.
É membro da Associação Internacional de Direito Penal (AIDP) e do Instituto Iberoamericano de Direito Processual e é Investigador do Instituto de Direito Penal e Ciências Criminais da Faculdade de Direito da Universidade de Lisboa. Participa também do Instituto Brasileiro de Direito Processual (IBDP), do Instituto Carioca de Criminologia (ICC) e do Instituto Brasileiro de Ciências Criminais (IBCCRIM).

## Principais livros publicados
Os livros e artigos de Geraldo Prado receberam mais de 920 citações acadêmicas.
- A cadeia de custódia da prova no processo penal. Editora Marcial Pons, 2019.
- Estudos jurídicos. Editora Contracorrente, 2018.
- O Direito Penal e o Processo Penal no Estado de Direito: análise de casos. Editora Empório do Direito, 2016. Em co-autoria com Juarez Tavares.
- Transação penal. Editora Almedina, 2015.
- Prova penal e sistema de controle epistêmicos. Editora Marcial Pons, 2014.
- Limite às interceptações telefônicas e a jurisprudência do STJ. Editora Lumen Juris, 2012.
- Em torno da jurisdição. Editora Lumen Juris, 2010
- Sistema acusatório: a conformidade constitucional das leis processuais penais (2006). Editora Lumen Juris, 2006.